# Syntagma musicum

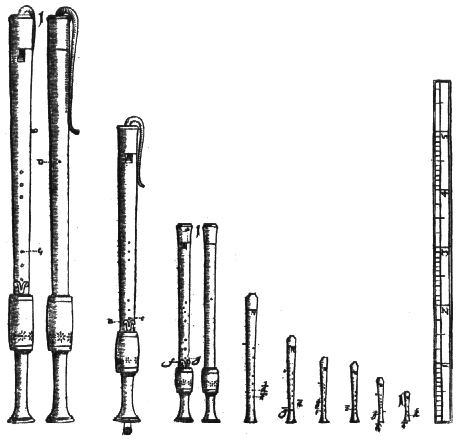
Família de flautes de bec del Renaixement i flauta travessera en un gravat del Syntagma musicum.

Syntagma musicum és el títol d'un tractat sobre els instruments del Renaixement que el compositor i teòric alemany Michael Praetorius publicà l'any 1619. El seu contingut inclou un gran riquesa de gravats i d'il·lustracions d'interès sobre aquests instruments i la manera de tocar-los, fet pel qual se'l considera un dels primers tractats de l'organologia moderna i ha esdevenigut una de les fonts principals sobre la música del segle xvii i sobre els cors luterans.
L'obra fou plantejada per Praetorius com una enciclopèdia musical de quatre volums. Tanmateix, el darrer volum quedà incomplet. Des del segle xix fins a l'actualitat, diversos autors l'han descrit com un tresor bibliogràfic particularment rar i escàs de trobar.

## Contingut

### Primer volum: Musicae Artis Analecta
El primer volum va ser escrit en llatí i dividit en dues parts, editades per separat. La primera part, "Sobre música sacra o eclesiàstica", mostra Pretorius com erudit bíblic, i consta de quatre seccions que exploren la música de l'església primitiva, els usos de la salmòdia, la forma de la missa i la litúrgia i el paper dels instruments musicals com a descrit a la Bíblia. Aquesta darrera secció conclou amb un argument a favor de l'ús continuat dels instruments, i especialment de l'orgue, en la litúrgia de l'església moderna. La segona part, "Una història de la música fora de l'església", detalla exemples clàssics (tant històrics com mitològics) de diversos usos profans de la música, des del seu ús en temps de guerra, en cerimònies cortesanes o en banquets, fins a la resposta dels animals a la música. Eren els temes que podien ser d'especial interès per a la noblesa culta. L'amplitud de les referències clàssiques és típica dels llibres comuns de l'època, i Praetorius reconeix el seu ús d'obres de referència com el Theatrum humanae vitae de Theodor Zwinger. A continuació, el volum continua amb una discussió sobre la música vocal, i conclou (de nou) amb un apartat sobre instruments musicals, aquesta vegada des de la perspectiva de les fonts clàssiques.

### Volum segon: De Organographia
El segon volum està dedicat a l'estudi dels instruments musicals, sobretot de l'orgue. Praetorius escriu aquí en alemany, per tal de fer accessible la seva obra als artesans i als fabricants d'instruments. S'obre amb diversos mètodes per classificar els instruments en famílies (part I), i després passa a descripcions detallades dels instruments musicals del seu propi temps (part II), que varien en detall de manera una mica arbitrària, depenent de l'interès i experiència personals de l'autor. Les parts III i IV estan dedicades a l'orgue, que Praetorius veu com l'"instrument dels instruments": la part III és un intent d'escriure una història de l'orgue primerenc, mentre que la part IV descriu diferents estils de tub dins de l'orgue contemporani, funcionant en simetria amb les descripcions d'instruments individuals a la part II. La part V és una llista d'especificacions dels orgues famosos, incloent instruments com l'orgue Compenius i l'orgue de David Beck per a la capella de Groningen, tots dos instruments relacionats amb Praetorius.
L'última part de De Organographia és el famós "Teatre d'instruments" (Theatrum Instrumentorum o Sciagraphia), publicat per separat l'any següent. Aquesta col·lecció de gravats en fusta és justament celebrada per les seves representacions detallades i precises d'instruments musicals contemporanis de tot tipus.

### Volum tercer: Termini musicali
El volum publicat final, també en alemany, és una mina d'informació sobre la pràctica performativa de l'època de Praetorius. S'obre amb un catàleg de termes utilitzats per a diversos gèneres de música (toccata, concert, madrigal, etc.), i després passa a parlar dels elements de notació, mesura, transposició i mode. Praetorius també inclou informació detallada sobre el nou estil italianitzat, incloses instruccions sobre el baix continu per a organistes i els mitjans de la seva interpretació amb instrumentistes i cantants. Moltes de les seves idees han estat la base per a la interpretació actual "històricament informada" de la música dels seus coetanis, inclòs Monteverdi.